# Sakaguchi-Test

Reaktionsablauf beim Sakaguchi-Test

Der Sakaguchi-Test ist ein kolorimetrisches Analyseverfahren zur Bestimmung von Guanidinogruppen, beispielsweise von Arginin in Peptiden und Proteinen. Der Test wurde nach dem japanischen Lebensmittelchemiker Shoyo Sakaguchi (1900–1995) benannt, der ihn im Jahr 1925 veröffentlichte.

## Eigenschaften
Reagenzien des Sakaguchi-Tests sind 1-Naphthol und Natriumhypobromit. Vorhandene Guanidinogruppen reagieren damit zu einem roten Farbstoff.